# La mujer del puerto (película de 1949)
La mujer del puerto es una película musical mexicana de 1949 escrita y dirigida por Emilio Gómez Muriel y protagonizada por María Antonieta Pons y Víctor Junco. La película se basa en la novela Le Port escrita por el francés Guy de Maupassant, y es la segunda versión mexicana de la película homónima de 1934.

## Sinopsis
La historia se desarrolla en el puerto de Veracruz. Carolina Méndez (María Antonieta Pons), una joven mujer, queda desvalida tras la muerte de su padre, Don Antonio (Arturo Soto Rangel) y el engaño de su novio Carlos (Eduardo Noriega). Carolina se convierte en una enigmática estrella del cabaret que "vende placer a los hombres que vienen del mar" y utiliza el nombre de Rosario. Rosario busca a su hermano perdido. En el cabaret conoce a Alberto (Víctor Junco), un marino que la salva de un altercado con el proxeneta Marcelo (Arturo Martínez) Tras una noche de pasión con Alberto, el destino le revela a Rosario una cruel sorpresa.

## Reparto
- María Antonieta Pons ... Rosario / Carolina Méndez.
- Víctor Junco ... Alberto.
- Eduardo Noriega ... Carlos.
- Arturo Martínez ... Marcelo
- Arturo Soto Rangel ... Don Antonio Méndez
- Irma Dorantes ... Chica del carnaval
- Tana Lynn ... Esposa de Carlos

## Comentarios
Segunda versión de la cinta que Arcady Boytler realizó en 1934 con Andrea Palma. En una entrevista realizada para el primer número de Cuadernos de la Cineteca Nacional (1975), Andrea Palma expresó lo siguiente:
En 1949 volvieron a filmar "La mujer del puerto", ahora con María Antonieta Pons y Víctor Junco. Yo no la conocía, pero mi marido sí, en España. Me comentó que María Antonieta apareció con vestido color rosa pálido, recargada, etcétera. Yo pensé que era imposible, que sería un pitorreo. Hace dos meses la proyectaron por televisión y con mi hermana Luz, nos pusimos a verla. En primer lugar, le echaron mucho dinero: mi hermano Jesús hizo los decorados de Veracruz y estaban preciosos; en la versión original son puros cartones; así que aquello tuvo más mérito. Pero no está mal esta nueva interpretación.
Aun cuando vemos el trabajo del realizador, Emilio Gómez Muriel, y el esfuerzo de los actores, María Antonieta y Víctor Junco, no podemos borrar le antecedente de la maravillosa Andrea.
Un segundo remake de la cinta se realizó en 1991, dirigida por Arturo Ripstein y protagonizada por Patricia Reyes Spíndola.